# Philedia punctomacularia
Philedia punctomacularia är en fjärilsart som beskrevs av George Duryea Hulst 1888. Philedia punctomacularia ingår i släktet Philedia och familjen mätare. Inga underarter finns listade i Catalogue of Life.